# Гоміш Іаніш де Зурара
Го́міш Іа́ніш де Зура́ра (порт. Gomes Eanes de Zurara, близько 1410 — близько 1474), іноді також пишеться як де Азурара — португальський хроніст і літописець Доби великих географічних відкриттів, другий з найвідоміших португальських літописців після Фернана Лопіша.

## Життя та кар'єра
Зурара долучився до літературної діяльності вже в досить дорослому віці. Ймовірно, він був прийнятий до королівської бібліотеки в якості помічника Фернана Лопіша під час правління португальського короля Дуарте (1433—1438) і він був її єдиним керівником ще в 1452 році. Його «Хроніка облоги та взяття Сеути», додаток (третя частина) до «Хроніки короля Жуана І» Фернана Лопіша датується 1450 роком, а через три роки він завершив перший варіант «Хроніки відкриття та завоювання Гвінеї», головне джерело сучасних знань щодо ранніх португальських подорожей і відкриттів в Атлантичному океані та вздовж африканського узбережжя, особливо щодо тих, що відбувались під керівництвом принца Енріке Мореплавця. В ній також міститься певна інформація про життя цього португальського принца, і вона має як біографічне, так і історико-географічне значення.
6 червня 1454 року Зурара став головним зберігачем архівів і королівським літописцем, успадкувавши цю посаду від Лопеша. У 1456 р. Король Афонсу V доручив йому написати історію Сеути, португальської «Східної Брами» в Африку, за часів дона Педру де Менезіша, тобто від часу її захоплення португальцями в 1415 р. до 1437 р. Зурара підготував опис до 1463 р. Роком пізніше король доручив йому написати історію подвигів сина Педру де Менезіша — Дуарте, капітана Ксар-ес-Сегіра. Відправившись до Африки, він рік збирав матеріали та вивчав регіон подій, які він мав описати, і завершив цю хроніку в 1468 році. В своїй переписці з Зурарою король Афонсу виявив йому свою прихильність і не менше трьох магістрів Ордену Христа нагородили його за літературні заслуги.
Зурара не мав такої мальовничої уяви, як мав Лопеш. Він був більше схильний до демонстрації своєї ерудиції цитатами та філософськими роздумами, що свідчить про вплив на нього ідей раннього Відродження. Він цитує в своїх творах багатьох провідних класичних, ранньохристиянських та середньовічних письменників. Зурара також був знайомий з головними хроніками та романами Європи та вивчав найкращих італійських та іспанських авторів. Крім того, він опанував географічні уявлення античних вчених та їх астрологію. Як історик він був працьовитий, точний і сумлінний, хоча його посада не дозволяла йому сказати всю правду про свого героя, принца Енріке.

## Літописи

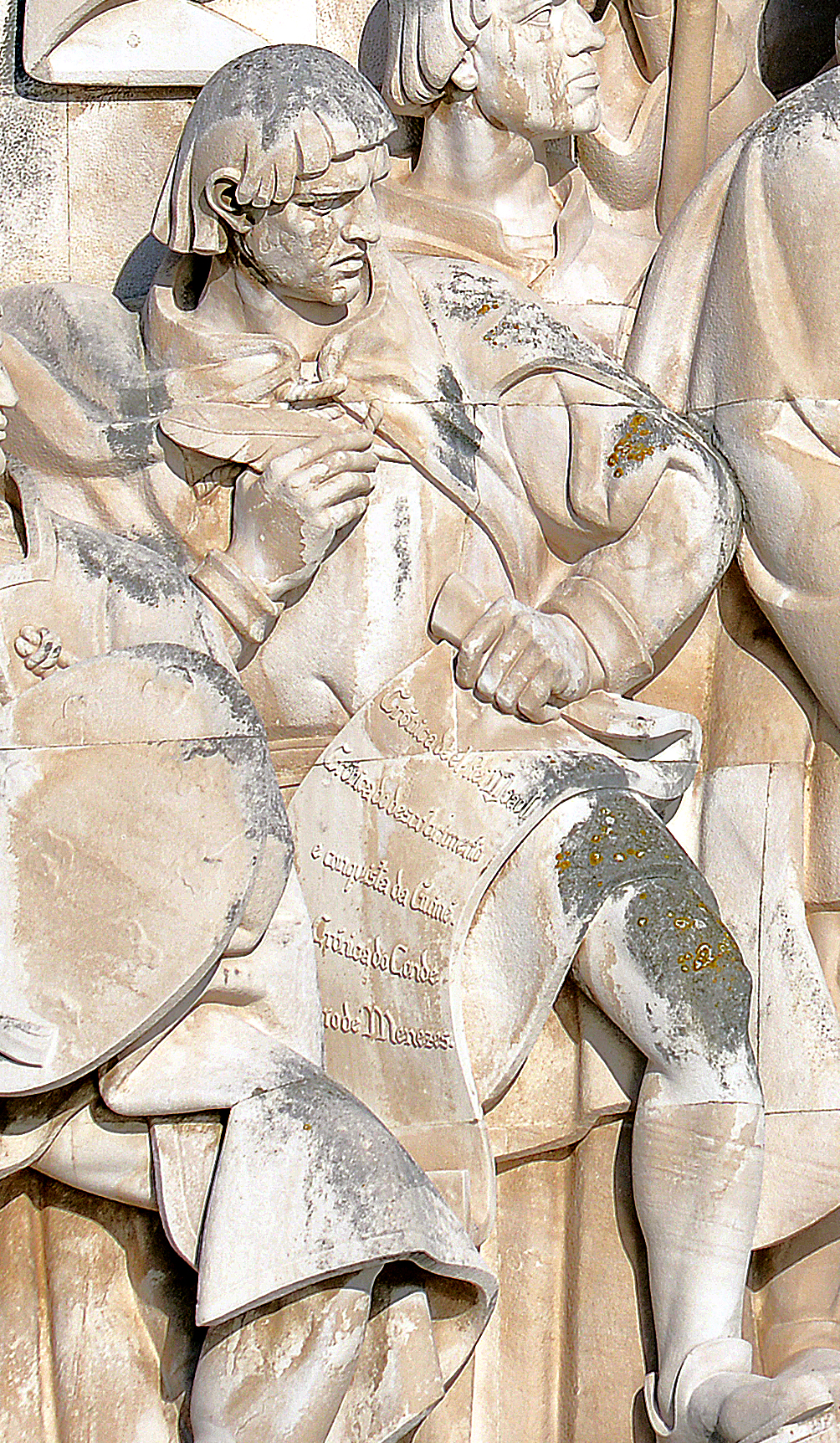
Скульптура Гоміша Іаніша де Зурара на Пам'ятнику географічним відкриттям, в Лісабоні, Португалія.

### Хроніка взяття Сеути
«Хроніка взяття Сеути» (Crónica da Tomada de Ceuta, 1449—1450) написана в якості третьої частини «Хроніки Короля Дона Жуана I». Автор починає хроніку з опису заворушень, що спалахнули серед молодих представників португальської знаті в зв'язку з укладенням в 1411 році Айльонскої угоди про двадцятирічний мир між Португалією та Кастилією — стан феодальної знаті такий, що вона постійно зацікавлена у веденні державою воєн. Зурара описує цю суспільно-політичну проблему на прикладі ще не посвячених в лицарі молодих інфантів Дуарте, Педру і Енріке, що губляться в тіні ветеранів битви при Алжубарроті 1385 року. Цим принцам терміново потрібна війна для свого утвердження в якості майбутніх володарів королівства і політичної легітимізації. Подібне прагнення, поряд з іншими причинами, в підсумку призводить до рішення завоювати Сеуту.
У хроніці присутній також вписаний в політичну культуру того часу середньовічний ідеал хрестового походу, яким керувалися, зокрема, португальські королі Жуан I і Дуарте I і головним чином — принц Енріке Мореплавець.
Автор, не дивлячись на все своє схиляння перед особистістю Енріке Мореплавця, критикує в цьому творі молодого принца, вказуючи на непослідовність і надмірне честолюбство його дій при облозі Сеути. Фактично Зурара показує, що взяття міста відбулося, перш за все, завдяки принцу Дуарте.

### Хроніка відкриттів Енріке
«Хроніка відкриття Гвінеї» (Crónica dos feitos da Guiné) Зурари є головним історичним джерелом для сучасних уявлень про принца Енріке Мореплавця та епохи португальських відкриттів за часів Енріке (хоча Зурара охоплює лише її частину, період 1434—1448). Замовлена самими Енріке, ця хроніка Зурари є відверто агіографічною для принца і спирається на його спогади. Як результат, надійність хронік Зурари викликає сумнів у сучасних істориків. Тим не менш, маючи дуже мало інших історичних джерел про ці події, історикам доводиться покладатися на Зурару.
Зурара стверджує, що свою розповідь про експедиції базував на більш детальному рукописі, написаному таким собі «Антоніо Сервейрою». На жаль, жодної копії оригінальної роботи Сервейри ніколи не було знайдено. Сама хроніка Зурари залишалася в рукописній формі та не була відома громадськості протягом століть. Дійсно, до публікації звіту «Primeira Década da Ásia» Жуана де Барруша в 1552 р., не було жодної опублікованої праці про відкриття Енріке, за винятком двох коротких мемуарів Альвізе Кадамосто (вперше опублікованих в Італії в 1507 р.).
Жоан де Баррос стверджував, що склав свій звіт 1552 року на основі копії рукопису Зурари, яку він знайшов в архівах. Однак трохи більше десяти років по тому Даміан де Гойш у 1567 р. зазначав, що рукопис Зурари зник. Почались пошуки копій рукопису, але певний час вони не давали жодного результату. Іспанський священик Бартоломе де лас Касас в 1540-х роках зазначав, що у нього є копія Зурари, але ця копія теж ніколи не була знайдена.

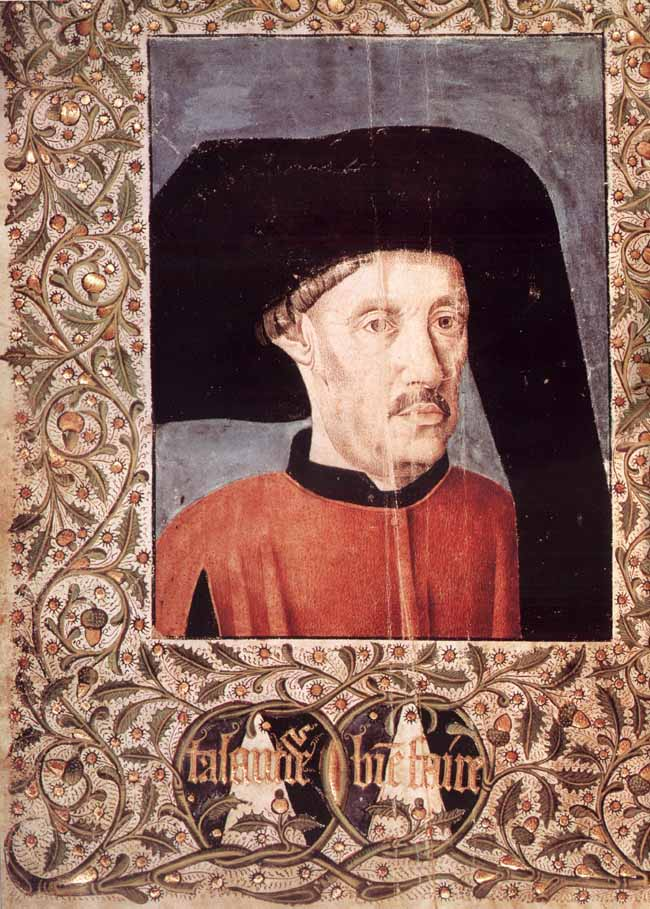
Фронтиспис « Crónica dos Feitos de Guiné» (Паризький кодекс)

І тільки в 1839 році, повна і чудово збережена рукописна копія хроніки Зурари була знайдена в Королівській бібліотеці в Парижі (нині Національної бібліотека Франції) Фердинандом Дені (як вона там опинилась залишається таємницею). Важливо зазначити, що Паризький рукопис включав фронтопис із портретом людини з тонкими вусами в чорному бургундському шапероні, який відразу почали вважати зображенням принца Енріке Мореплавця (до того жодного відомого зображення Енріке не існувало). Паризький фронтопис став основою сучасних зображень принца, з тих пір відтворених у незліченних книгах, картинах і пам'ятниках. Луїш Антоніу де Абреу Ліма (Віконт де Каррейра), тогочасний португальський посол у Франції опікувався здійсненням першої публікації знайденої хроніки Зурари в 1841 році, що вийшла з передмовою і примітками Мануеля Франсиско де Маседо Лейтау Карвалхоза (віконта Сантарему).
Публікація стала сенсацією, особливо через те, що Португалія тоді вела дипломатичий спір з приводу нещодавніх англо-французьких колоніальних посягань у Західній Африці, в якій зокрема обговорювалось питання, кому належали права першовідкривачів цього регіону (чому сприяв Сантарем).
Другий примірник рукопису був знайдений незабаром — у 1845 р., Я. А. Шмеллером у державній бібліотеці в Мюнхені (Codex Hisp. 27), як частина збірки різноманітних звітів про португальські експедиції, складеної у 1508 р. німецький друкарем, що мешкав у Ліссабоні, відомим як Valentinus Moravus (або португальською як «Valentim Fernandes»). Однак ця версія містить лише скорочені витяги з хроніки Зурари.

## Спадщина
Ібрам Кенді припускає, що Зурара, отримавши замовлення на написання хроніки від принца Енріке, першим вказав на людей африканського походження як на неповноцінних та виправдовував захоплення їх в рабство порятунком їх душі, започаткувавши тим самим системний расизм, що згодом поширився у західному світі. Зурара описував африканців на південь від Сахари як язичників, які потребують релігійного та політичного порятунку.
Системний расизм проти чорношкірих африканців був поширений задовго до часів Зурари як в ісламській так і в доісламській Північній Африці. Можливо відношення португальців до чорношкірих рабів були сформовані їх контактами з арабськими работоргівцями ще до часів Енріке та Зурари, проте жодних підтверджень цьому немає.

## Подальше читання
До робіт Зурари належать:
- Chronica del Rei D. Joam I de boa memória. Terceira parte em que se contém a Tomada de Ceuta (Lisbon, 1644)
- Chronica do Descobrimento e Conquista da Guiné (Paris, 1841; Eng. version by Edgar Prestage in 2 vols. issued by the Hakluyt Society, London, 1896—1899: The Chronicle of Discovery and Conquest of Guinea)

- Vol 1 online, English [Архівовано 18 липня 2018 у Wayback Machine.],
- Vol 2 online, English [Архівовано 13 травня 2021 у Wayback Machine.]
- Version of 1841, in Portuguese [Архівовано 22 жовтня 2012 у Wayback Machine.] copy

- Chronica do Conde D. Pedro de Menezes), printed in the Inéditos de Historia Portugueza, vol. ii (Lisbon, 1792)
- Chronica do Conde D. Duarte de Menezes, printed in the Inéditos, vol. iii (Lisbon, 1793)